# Günlük
Günlük (kurdisch Anzêvîng oder Anzevik) ist ein Dorf im Landkreis Yayladere der türkischen Provinz Bingöl. Günlük liegt in Ostanatolien. Die Ortschaft befindet sich am Hang oberhalb des Özlüce-Stausees auf 1.250 m über dem Meeresspiegel, in unmittelbarer Nähe des Korlu-Sees und des Dorfes Korlu.
Im Jahre 1990 lebten in Günlük 98 Menschen. Die Ortschaft hatte im Jahre 2014 insgesamt 52 Einwohner, die höchste Einwohnerzahl seit 2007.
Der frühere Name lautete Anzevik. Dieser ist auch in dieser Form im Grundbuch registriert.